# Больница святой Елизаветы
Больница святой Елизаветы — первая крупная федеральная психиатрическая больница США, была основана в 1852 году в Вашингтоне. В годы наибольшей активности в стенах заведения размещались тысячи пациентов. В настоящее время лишь небольшая часть зданий и построек используются по назначению, остальные законсервированы, некоторые значительно обветшали. Начиная с 2010 года в западном кампусе и части восточного кампуса будет[когда?] размещена штаб-квартира Министерства национальной безопасности.

## История
Своим возникновением больница во многом обязана усилиям Доротеи Дикс, ратовавшей за улучшение жизни людей с психическими расстройствами. Стройка была начата по решению Конгресса США в 1852 году, а в 1855 году новосозданная «Государственная больница для безумных» начала принимать пациентов. В годы Гражданской войны на территории больницы создали лазареты для раненых, что способствовало её развитию. В письмах домой бойцы стеснялись использовать официальное название больницы и заменяли его старинным колониальным названием участка территории, на которой он расположен — «St. Elizabeths». Обозначение прижилось, и в 1916 году больница официально сменила название.
Новаторские методы терапии, в том числе психоанализ, гидротерапия, танцевально-двигательная терапия, отрабатывались в стенах больницы. Карл Юнг изучал здесь пациентов-афроамериканцев с целью выявить расовые особенности в психических заболеваниях. Среди известных пациентов больницы — Ричард Лоуренс и Джон Хинкли, безуспешно покушавшиеся на жизнь президентов США, а также Шарль Гито, убивший президента Гарфилда; актриса немого кино Мэри Фуллер, поэт Эзра Паунд, один из авторов Оксфордского Словаря Уильям Майнор.
Точное число пациентов, содержавшихся в больнице, установить невозможно из-за неаккуратного учёта, однако совокупное количество вполне могло превысить 125 000 человек. Потеряны и данные о тех больных, что скончались и были похоронены в тысячах безымянных могил на территории кампусов. В период с 1884 по 1982 год было проведено более 15 000 вскрытий, и результатом стала обширная коллекция — более 1400 образцов мозга в формальдегиде, 5000 фотографий мозга, 100 000 срезов мозговой ткани хранились в специальных помещениях больницы, а в 1986 поступили на хранение в музей. На территории кампусов также захоронены несколько сотен участников Гражданской войны.
Со временем активность больницы снижалась, ряд помещений обветшал и пришёл в негодность. В 2002 году Национальный фонд охраны исторических памятников включил его в список 11 памятников, которым угрожает наибольшая опасность. В этом году последние пациенты были переведены в другие учреждения, и два года спустя контроль над западной частью территории больницы, где располагается его самое старое здание — Центральный корпус, был передан Администрации общих работ правительства США, после чего были развёрнуты работы по консервации. В 2006 году интерес к комплексу больницы проявило Министерство внутренней безопасности, рассматривавшее его как возможность перевести все свои офисы в одно место, но это предложение встретило возражения со стороны организаций по защите исторических памятников. Тем не менее в 2009 году состоялась официальная церемония, знаменовавшая начало перевода учреждений МНБ на территорию больницы Св. Елизаветы. В мае 2013 года должна начать работу штаб-квартира Береговой охраны США в западной части комплекса; судьба восточной части к середине 2012 года ещё не была решена, и на территорию претендовали крупные корпорации (Microsoft, Siemens, General Dynamics), а также Университет Джорджа Вашингтона и Федеральное агентство по управлению в чрезвычайных ситуациях.

## Известные работники больницы
- Эрминио Коста — глава лаборатории преклинической фармакологии с 1968 по 1985 гг.